# Humani koronavirus 229E
Alphacoronavirus chicagoense (znan tudi kot Human coronavirus 229E; okrajšano HCoV-229E) je virus z enoverižno, pozitivno umerjeno RNK iz rodu alfakoronavirusov v poddružini koronavirusov. Humani koronavirus 229E in njemu sorodni humani koronavirus OC43 sta pogosta povzročitelja navadnega prehlada.

## Prenašanje
HCoV-229E se prenaša kapljično ter preko okuženih predmetov in tudi preko oči in dihal.

## Znaki in simptomi
HCoV-229E lahko povzroči različne simptome na dihalih, od navadnega prehlada do smrtonosne pljučnice ali bronhiolitisa. Pogosto je bolnik sookužen še z drugimi respiratornimi virusi, kot je humani respiratorni sincicijski virus (HRSV).

## Epidemiologija
HCoV-229E je eden od sedmih poznanih koronavirusov, ki povzročajo bolezni pri človeku. HCoV-229E je poleg HCoV-NL63, HCoV-OC43 in HCoV-HKU1 razširjen po vsem svetu; v različnih obdobjih se pojavljajo v različnih območjih.